# Avipes
Avipes (chân chim) là một chi Archosauria với một loài duy nhất Avipes dillstedtianus, sống vào thời kỳ Trung Trias. Mẫu vật hóa thạch duy nhất là một phần bàn chân được tìm thấy ở Bedheim, Thuringia, Đức.